# Tonnoirella gemella
Tonnoirella gemella is een tweevleugelige uit de familie steltmuggen (Limoniidae). De soort komt voor in het Australaziatisch gebied.